# Grue (torrente)
Il Grue è un torrente del Piemonte, affluente in destra idrografica dello Scrivia. Il suo corso si sviluppa interamente nel territorio della provincia di Alessandria; il perimetro del bacino è 69 km.

## Percorso
Il torrente nasce dalla Bocchetta del Barillaro a 636 metri d'altezza, presso lo spartiacque con la val Borbera; dopo un percorso piuttosto tortuoso prima tra l'Appennino ligure e poi tra le Colline Tortonesi a Viguzzolo entra nella Pianura Padana.
Dopo un tratto finale rettilineo sfocia nello Scrivia a Castelnuovo Scrivia all'ingresso del paese, a 79 m di quota.

## Comuni attraversati
Dernice, Garbagna, Avolasca, Casasco, Montemarzino, Montegioco, Cerreto Grue, Sarezzano, Viguzzolo, Tortona, Castelnuovo Scrivia